# 宮和夫
宮 和夫（みや かずお）は、元テレビ東京アナウンサー。東京都出身。早稲田大学政治経済学部新聞学科卒業後、ラジオNIKKEI（当時＝日本短波放送）に入社。1967年にテレビ東京（当時＝東京12チャンネル）に移籍。
現役アナウンサーの時は、バレーボールやラグビー、競馬、野球などの実況を中心に担当していた。

## 出演した番組

### テレビ
- 金曜スペシャル
- 土曜競馬中継
- 激生!スポーツTODAY
- サンデースポーツアワー

### ラジオ
- 1957年の日本シリーズ
- 1958年のオールスター